# Prodotti agroalimentari tradizionali calabresi
I Prodotti Agroalimentari Tradizionali calabresi (PAT) riconosciuti dal Ministero delle politiche agricole alimentari e forestali, su proposta della Regione Calabria sono i seguenti, aggiornati al 9 marzo 2018, data dell'ultima revisione dei P.A.T.:
| N.  | Immagine | Definizione (dati ufficiali del Ministero delle politiche agricole alimentari e forestali) | Settore                                                                                             | Regione  |
| --- | -------- | ------------------------------------------------------------------------------------------ | --------------------------------------------------------------------------------------------------- | -------- |
| 1   |          | Amaro alle erbe                                                                            | Bevande analcoliche, distillati e liquori                                                           | Calabria |
| 2   |          | Anice                                                                                      | Bevande analcoliche, distillati e liquori                                                           | Calabria |
| 3   |          | Fragolino                                                                                  | Bevande analcoliche, distillati e liquori                                                           | Calabria |
| 4   |          | Gassosa al caffè                                                                           | Bevande analcoliche, distillati e liquori                                                           | Calabria |
| 5   |          | Gassosa al limone                                                                          | Bevande analcoliche, distillati e liquori                                                           | Calabria |
| 6   |          | Liquore alla liquirizia                                                                    | Bevande analcoliche, distillati e liquori                                                           | Calabria |
| 7   |          | Liquore di agrumi (limoni o limetta)                                                       | Bevande analcoliche, distillati e liquori                                                           | Calabria |
| 8   |          | Liquore di bergamotto                                                                      | Bevande analcoliche, distillati e liquori                                                           | Calabria |
| 9   |          | Liquore di cedro                                                                           | Bevande analcoliche, distillati e liquori                                                           | Calabria |
| 10  |          | Liquore di finocchietto selvatico                                                          | Bevande analcoliche, distillati e liquori                                                           | Calabria |
| 11  |          | Moscatello                                                                                 | Bevande analcoliche, distillati e liquori                                                           | Calabria |
| 12  |          | Buccularu                                                                                  | Carni (e frattaglie) fresche e loro preparazione                                                    | Calabria |
| 13  |          | Carne caprina calabrese                                                                    | Carni (e frattaglie) fresche e loro preparazione                                                    | Calabria |
| 14  |          | Carne di maiale nero calabrese                                                             | Carni (e frattaglie) fresche e loro preparazione                                                    | Calabria |
| 15  |          | Carne di maiale salata                                                                     | Carni (e frattaglie) fresche e loro preparazione                                                    | Calabria |
| 16  |          | Carne ovina calabrese                                                                      | Carni (e frattaglie) fresche e loro preparazione                                                    | Calabria |
| 17  |          | Carne podolica calabrese                                                                   | Carni (e frattaglie) fresche e loro preparazione                                                    | Calabria |
| 18  |          | Ciccioli                                                                                   | Carni (e frattaglie) fresche e loro preparazione                                                    | Calabria |
| 19  |          | Cotenne di maiale                                                                          | Carni (e frattaglie) fresche e loro preparazione                                                    | Calabria |
| 20  |          | Cularina                                                                                   | Carni (e frattaglie) fresche e loro preparazione                                                    | Calabria |
| 21  |          | Culatta                                                                                    | Carni (e frattaglie) fresche e loro preparazione                                                    | Calabria |
| 22  |          | Frittole                                                                                   | Carni (e frattaglie) fresche e loro preparazione                                                    | Calabria |
| 23  |          | Gelatina di maiale                                                                         | Carni (e frattaglie) fresche e loro preparazione                                                    | Calabria |
| 24  |          | guanciale                                                                                  | Carni (e frattaglie) fresche e loro preparazione                                                    | Calabria |
| 25  |          | Lardo, u lardu                                                                             | Carni (e frattaglie) fresche e loro preparazione                                                    | Calabria |
| 26  |          | ‘Nduja                                                                                     | Carni (e frattaglie) fresche e loro preparazione                                                    | Calabria |
| 27  |          | ‘Ndura                                                                                     | Carni (e frattaglie) fresche e loro preparazione                                                    | Calabria |
| 28  |          | ‘Nnuglia                                                                                   | Carni (e frattaglie) fresche e loro preparazione                                                    | Calabria |
| 29  |          | Pancetta arrotolata                                                                        | Carni (e frattaglie) fresche e loro preparazione                                                    | Calabria |
| 30  |          | Prosciutto crudo di San Lorenzo Bellizzi                                                   | Carni (e frattaglie) fresche e loro preparazione                                                    | Calabria |
| 31  |          | Prosciutto di maiale nero calabrese                                                        | Carni (e frattaglie) fresche e loro preparazione                                                    | Calabria |
| 32  |          | Salame crudo di Albidona                                                                   | Carni (e frattaglie) fresche e loro preparazione                                                    | Calabria |
| 33  |          | Salato di crotone                                                                          | Carni (e frattaglie) fresche e loro preparazione                                                    | Calabria |
| 34  |          | Salsiccia con finocchietto selvatico, satizza                                              | Carni (e frattaglie) fresche e loro preparazione                                                    | Calabria |
| 35  |          | Salsiccia di coretto                                                                       | Carni (e frattaglie) fresche e loro preparazione                                                    | Calabria |
| 36  |          | Salsiccia pezzente                                                                         | Carni (e frattaglie) fresche e loro preparazione                                                    | Calabria |
| 37  |          | Sazizzunu                                                                                  | Carni (e frattaglie) fresche e loro preparazione                                                    | Calabria |
| 38  |          | Soppressata affumicata, supprizzata 'ffumicata                                             | Carni (e frattaglie) fresche e loro preparazione                                                    | Calabria |
| 39  |          | Soppressata di Decollatura                                                                 | Carni (e frattaglie) fresche e loro preparazione                                                    | Calabria |
| 40  |          | Animaletti di provola                                                                      | Formaggi                                                                                            | Calabria |
| 41  |          | Butirro                                                                                    | Formaggi                                                                                            | Calabria |
| 42  |          | Caciocavallo di Ciminà                                                                     | Formaggi                                                                                            | Calabria |
| 43  |          | Caciocavallo podolico                                                                      | Formaggi                                                                                            | Calabria |
| 44  |          | Cacioricotta                                                                               | Formaggi                                                                                            | Calabria |
| 45  |          | Caciotto di Cirella di Platì                                                               | Formaggi                                                                                            | Calabria |
| 46  |          | Canestrato                                                                                 | Formaggi                                                                                            | Calabria |
| 47  |          | Caprino dell'Aspromonte                                                                    | Formaggi                                                                                            | Calabria |
| 48  |          | Farci-provola                                                                              | Formaggi                                                                                            | Calabria |
| 49  |          | Felciata                                                                                   | Formaggi                                                                                            | Calabria |
| 50  |          | Formaggio caprino della Limina                                                             | Formaggi                                                                                            | Calabria |
| 51  |          | Giuncata                                                                                   | Formaggi                                                                                            | Calabria |
| 52  |          | Mozzarella silana                                                                          | Formaggi                                                                                            | Calabria |
| 53  |          | Musulupu dell'Aspromonte                                                                   | Formaggi                                                                                            | Calabria |
| 54  |          | Pecorino del Monte Poro                                                                    | Formaggi                                                                                            | Calabria |
| 55  |          | Pecorino del Pollino                                                                       | Formaggi                                                                                            | Calabria |
| 56  |          | Pecorino della Locride                                                                     | Formaggi                                                                                            | Calabria |
| 57  |          | Pecorino della Vallata "Stilaro Allaro"                                                    | Formaggi                                                                                            | Calabria |
| 58  |          | Pecorino misto                                                                             | Formaggi                                                                                            | Calabria |
| 59  |          | Pecorino primo sale                                                                        | Formaggi                                                                                            | Calabria |
| 60  |          | Provola                                                                                    | Formaggi                                                                                            | Calabria |
| 61  |          | Rasco                                                                                      | Formaggi                                                                                            | Calabria |
| 62  |          | Strazzatella silana                                                                        | Formaggi                                                                                            | Calabria |
| 63  |          | Olio extra vergine di oliva "Colli di Tropea"                                              | Grassi (burro, oli)                                                                                 | Calabria |
| 64  |          | Olio extra vergine di oliva del Savuto                                                     | Grassi (burro, oli)                                                                                 | Calabria |
| 65  |          | Olio extra vergine di oliva della Locride                                                  | Grassi (burro, oli)                                                                                 | Calabria |
| 66  |          | ‘a maritata                                                                                | Prodotti vegetali allo stato naturale o trasformati                                                 | Calabria |
| 67  |          | Amarene sciroppate                                                                         | Prodotti vegetali allo stato naturale o trasformati                                                 | Calabria |
| 68  |          | Anona cherimola, Annona                                                                    | Prodotti vegetali allo stato naturale o trasformati                                                 | Calabria |
| 69  |          | Arancia di Villa San Giuseppe                                                              | Prodotti vegetali allo stato naturale o trasformati                                                 | Calabria |
| 70  |          | Asparago selvatico della Calabria                                                          | Prodotti vegetali allo stato naturale o trasformati                                                 | Calabria |
| 71  |          | Biondo tardivo di Trebisacce                                                               | Prodotti vegetali allo stato naturale o trasformati                                                 | Calabria |
| 72  |          | Broccoli di rapa                                                                           | Prodotti vegetali allo stato naturale o trasformati                                                 | Calabria |
| 73  |          | Cannonata calabrese                                                                        | Prodotti vegetali allo stato naturale o trasformati                                                 | Calabria |
| 74  |          | Castagne al mosto cotto                                                                    | Prodotti vegetali allo stato naturale o trasformati                                                 | Calabria |
| 75  |          | Castagne di Calabria                                                                       | Prodotti vegetali allo stato naturale o trasformati                                                 | Calabria |
| 76  |          | Ceci abbrustoliti, calia                                                                   | Prodotti vegetali allo stato naturale o trasformati                                                 | Calabria |
| 77  |          | Cedro                                                                                      | Prodotti vegetali allo stato naturale o trasformati                                                 | Calabria |
| 78  |          | Cedro candito                                                                              | Prodotti vegetali allo stato naturale o trasformati                                                 | Calabria |
| 79  |          | Cicoria selvatica calabrese                                                                | Prodotti vegetali allo stato naturale o trasformati                                                 | Calabria |
| 80  |          | Cicorie selvatiche sott'olio                                                               | Prodotti vegetali allo stato naturale o trasformati                                                 | Calabria |
| 81  |          | Cipolline sott'olio                                                                        | Prodotti vegetali allo stato naturale o trasformati                                                 | Calabria |
| 82  |          | Clementine della Piana di Sibari                                                           | Prodotti vegetali allo stato naturale o trasformati                                                 | Calabria |
| 83  |          | Collane di peperoni secchi                                                                 | Prodotti vegetali allo stato naturale o trasformati                                                 | Calabria |
| 84  |          | Confettura di pomodori rossi                                                               | Prodotti vegetali allo stato naturale o trasformati                                                 | Calabria |
| 85  |          | Coroncine di fichi secchi al mirto                                                         | Prodotti vegetali allo stato naturale o trasformati                                                 | Calabria |
| 86  |          | Crocette                                                                                   | Prodotti vegetali allo stato naturale o trasformati                                                 | Calabria |
| 87  |          | Fagiolo di Caria                                                                           | Prodotti vegetali allo stato naturale o trasformati                                                 | Calabria |
| 88  |          | Fagiolo poverello bianco                                                                   | Prodotti vegetali allo stato naturale o trasformati                                                 | Calabria |
| 89  |          | Farina di castagne                                                                         | Prodotti vegetali allo stato naturale o trasformati                                                 | Calabria |
| 90  |          | Fichi d'india di Calabria                                                                  | Prodotti vegetali allo stato naturale o trasformati                                                 | Calabria |
| 91  |          | Fichi essiccati                                                                            | Prodotti vegetali allo stato naturale o trasformati                                                 | Calabria |
| 92  |          | Fichi freschi cotti al forno                                                               | Prodotti vegetali allo stato naturale o trasformati                                                 | Calabria |
| 93  |          | Fichi ripieni, fichi chini                                                                 | Prodotti vegetali allo stato naturale o trasformati                                                 | Calabria |
| 94  |          | Finocchietto selvatico di Calabria                                                         | Prodotti vegetali allo stato naturale o trasformati                                                 | Calabria |
| 95  |          | Finocchio di Isola Capo Rizzuto                                                            | Prodotti vegetali allo stato naturale o trasformati                                                 | Calabria |
| 96  |          | Funghi di giffone                                                                          | Prodotti vegetali allo stato naturale o trasformati                                                 | Calabria |
| 97  |          | Funghi "rosito"                                                                            | Prodotti vegetali allo stato naturale o trasformati                                                 | Calabria |
| 98  |          | Funghi misti di bosco sott'olio                                                            | Prodotti vegetali allo stato naturale o trasformati                                                 | Calabria |
| 99  |          | Funghi porcini silani "sillo"                                                              | Prodotti vegetali allo stato naturale o trasformati                                                 | Calabria |
| 100 |          | Funghi porcini sott'olio                                                                   | Prodotti vegetali allo stato naturale o trasformati                                                 | Calabria |
| 101 |          | Funghi rositi sott'olio                                                                    | Prodotti vegetali allo stato naturale o trasformati                                                 | Calabria |
| 102 |          | Germogli di pungitopo sott'olio, vruscula sott'olio                                        | Prodotti vegetali allo stato naturale o trasformati                                                 | Calabria |
| 103 |          | Insalatata di arance, 'nzalata i purtualli                                                 | Prodotti vegetali allo stato naturale o trasformati                                                 | Calabria |
| 104 |          | Involtini di melanzane                                                                     | Prodotti vegetali allo stato naturale o trasformati                                                 | Calabria |
| 105 |          | Limetta calabrese (piretta)                                                                | Prodotti vegetali allo stato naturale o trasformati                                                 | Calabria |
| 106 |          | Marmellata di arance                                                                       | Prodotti vegetali allo stato naturale o trasformati                                                 | Calabria |
| 107 |          | Marmellata di bergamotto                                                                   | Prodotti vegetali allo stato naturale o trasformati                                                 | Calabria |
| 108 |          | Marmellata di clementine                                                                   | Prodotti vegetali allo stato naturale o trasformati                                                 | Calabria |
| 109 |          | Marmellata di limoni                                                                       | Prodotti vegetali allo stato naturale o trasformati                                                 | Calabria |
| 110 |          | Marmellata di mandarini                                                                    | Prodotti vegetali allo stato naturale o trasformati                                                 | Calabria |
| 111 |          | Marmellata di uva                                                                          | Prodotti vegetali allo stato naturale o trasformati                                                 | Calabria |
| 112 |          | Melanzane sott'olio                                                                        | Prodotti vegetali allo stato naturale o trasformati                                                 | Calabria |
| 113 |          | Mele di montagna (cotogna-coccia-limoncelle)                                               | Prodotti vegetali allo stato naturale o trasformati                                                 | Calabria |
| 114 |          | Miele di fichi                                                                             | Prodotti vegetali allo stato naturale o trasformati                                                 | Calabria |
| 115 |          | Misi misi affucati, amareddi affucati                                                      | Prodotti vegetali allo stato naturale o trasformati                                                 | Calabria |
| 116 |          | Olive alla calce                                                                           | Prodotti vegetali allo stato naturale o trasformati                                                 | Calabria |
| 117 |          | Olive in salamoia                                                                          | Prodotti vegetali allo stato naturale o trasformati                                                 | Calabria |
| 118 |          | Olive nella giara                                                                          | Prodotti vegetali allo stato naturale o trasformati                                                 | Calabria |
| 119 |          | Olive nere infornate                                                                       | Prodotti vegetali allo stato naturale o trasformati                                                 | Calabria |
| 120 |          | Olive schiacciate                                                                          | Prodotti vegetali allo stato naturale o trasformati                                                 | Calabria |
| 121 |          | Olive sotto sale                                                                           | Prodotti vegetali allo stato naturale o trasformati                                                 | Calabria |
| 122 |          | Origano selvatico della Calabria                                                           | Prodotti vegetali allo stato naturale o trasformati                                                 | Calabria |
| 123 |          | Pallone di fichi                                                                           | Prodotti vegetali allo stato naturale o trasformati                                                 | Calabria |
| 124 |          | Panicilli                                                                                  | Prodotti vegetali allo stato naturale o trasformati                                                 | Calabria |
| 125 |          | Peperoncini piccanti ripieni                                                               | Prodotti vegetali allo stato naturale o trasformati                                                 | Calabria |
| 126 |          | Peperoncini sott'olio                                                                      | Prodotti vegetali allo stato naturale o trasformati                                                 | Calabria |
| 127 |          | Peperoncino di Spilinga                                                                    | Prodotti vegetali allo stato naturale o trasformati                                                 | Calabria |
| 128 |          | Peperoncino piccante calabrese                                                             | Prodotti vegetali allo stato naturale o trasformati                                                 | Calabria |
| 129 |          | Peperone roggianese                                                                        | Prodotti vegetali allo stato naturale o trasformati                                                 | Calabria |
| 130 |          | Pistilli                                                                                   | Prodotti vegetali allo stato naturale o trasformati                                                 | Calabria |
| 131 |          | Pomodori secchi                                                                            | Prodotti vegetali allo stato naturale o trasformati                                                 | Calabria |
| 132 |          | Pomodori secchi ripieni                                                                    | Prodotti vegetali allo stato naturale o trasformati                                                 | Calabria |
| 133 |          | Pomodori secchi sott'olio                                                                  | Prodotti vegetali allo stato naturale o trasformati                                                 | Calabria |
| 134 |          | Pomodori verdi conservati                                                                  | Prodotti vegetali allo stato naturale o trasformati                                                 | Calabria |
| 135 |          | Pomodoro di Belmonte                                                                       | Prodotti vegetali allo stato naturale o trasformati                                                 | Calabria |
| 136 |          | Trecce di fichi                                                                            | Prodotti vegetali allo stato naturale o trasformati                                                 | Calabria |
| 137 |          | Tritato di peperoncino                                                                     | Prodotti vegetali allo stato naturale o trasformati                                                 | Calabria |
| 138 |          | Zucchini sott'olio                                                                         | Prodotti vegetali allo stato naturale o trasformati                                                 | Calabria |
| 139 |          | Salmoriglio, sarmurigghiu                                                                  | Condimenti                                                                                          | Calabria |
| 140 |          | 'Nzullini                                                                                  | Paste fresche e prodotti della panetteria, della biscotteria, della pasticceria e della confetteria | Calabria |
| 141 |          | Anicini                                                                                    | Paste fresche e prodotti della panetteria, della biscotteria, della pasticceria e della confetteria | Calabria |
| 142 |          | Biscotti alle mandorle e al miele                                                          | Paste fresche e prodotti della panetteria, della biscotteria, della pasticceria e della confetteria | Calabria |
| 143 |          | Bucconotto                                                                                 | Paste fresche e prodotti della panetteria, della biscotteria, della pasticceria e della confetteria | Calabria |
| 144 |          | Buffeddi                                                                                   | Paste fresche e prodotti della panetteria, della biscotteria, della pasticceria e della confetteria | Calabria |
| 145 |          | Cannoli, i cannola                                                                         | Paste fresche e prodotti della panetteria, della biscotteria, della pasticceria e della confetteria | Calabria |
| 146 |          | Chinulille                                                                                 | Paste fresche e prodotti della panetteria, della biscotteria, della pasticceria e della confetteria | Calabria |
| 147 |          | Cotognata                                                                                  | Paste fresche e prodotti della panetteria, della biscotteria, della pasticceria e della confetteria | Calabria |
| 148 |          | Crema reggina                                                                              | Paste fresche e prodotti della panetteria, della biscotteria, della pasticceria e della confetteria | Calabria |
| 149 |          | Crispelle salate, crispeddhe                                                               | Paste fresche e prodotti della panetteria, della biscotteria, della pasticceria e della confetteria | Calabria |
| 150 |          | Crispelle dolci, crispeddhe                                                                | Paste fresche e prodotti della panetteria, della biscotteria, della pasticceria e della confetteria | Calabria |
| 151 |          | Crostini di grano                                                                          | Paste fresche e prodotti della panetteria, della biscotteria, della pasticceria e della confetteria | Calabria |
| 152 |          | Cudduraci, 'Nguti                                                                          | Paste fresche e prodotti della panetteria, della biscotteria, della pasticceria e della confetteria | Calabria |
| 153 |          | Cupeta                                                                                     | Paste fresche e prodotti della panetteria, della biscotteria, della pasticceria e della confetteria | Calabria |
| 154 |          | Cuzzupa                                                                                    | Paste fresche e prodotti della panetteria, della biscotteria, della pasticceria e della confetteria | Calabria |
| 155 |          | Dita d'apostolo                                                                            | Paste fresche e prodotti della panetteria, della biscotteria, della pasticceria e della confetteria | Calabria |
| 156 |          | Fichi ricoperti al cioccolato                                                              | Paste fresche e prodotti della panetteria, della biscotteria, della pasticceria e della confetteria | Calabria |
| 157 |          | Frese bianche                                                                              | Paste fresche e prodotti della panetteria, della biscotteria, della pasticceria e della confetteria | Calabria |
| 158 |          | Frese integrali                                                                            | Paste fresche e prodotti della panetteria, della biscotteria, della pasticceria e della confetteria | Calabria |
| 159 |          | Frise al peperoncino                                                                       | Paste fresche e prodotti della panetteria, della biscotteria, della pasticceria e della confetteria | Calabria |
| 160 |          | Ginetti                                                                                    | Paste fresche e prodotti della panetteria, della biscotteria, della pasticceria e della confetteria | Calabria |
| 161 |          | Granita, scirobetta                                                                        | Paste fresche e prodotti della panetteria, della biscotteria, della pasticceria e della confetteria | Calabria |
| 162 |          | Lestopitta                                                                                 | Paste fresche e prodotti della panetteria, della biscotteria, della pasticceria e della confetteria | Calabria |
| 163 |          | Liquirizia                                                                                 | Paste fresche e prodotti della panetteria, della biscotteria, della pasticceria e della confetteria | Calabria |
| 164 |          | Liquirizia alla menta                                                                      | Paste fresche e prodotti della panetteria, della biscotteria, della pasticceria e della confetteria | Calabria |
| 165 |          | Liquirizia all'anice                                                                       | Paste fresche e prodotti della panetteria, della biscotteria, della pasticceria e della confetteria | Calabria |
| 166 |          | morticeḍḍhi, Frutti alla martorana                                                         | Paste fresche e prodotti della panetteria, della biscotteria, della pasticceria e della confetteria | Calabria |
| 167 |          | Mostaccioli                                                                                | Paste fresche e prodotti della panetteria, della biscotteria, della pasticceria e della confetteria | Calabria |
| 168 |          | Mozzetti                                                                                   | Paste fresche e prodotti della panetteria, della biscotteria, della pasticceria e della confetteria | Calabria |
| 169 |          | Nacatole                                                                                   | Paste fresche e prodotti della panetteria, della biscotteria, della pasticceria e della confetteria | Calabria |
| 170 |          | Nepitelle                                                                                  | Paste fresche e prodotti della panetteria, della biscotteria, della pasticceria e della confetteria | Calabria |
| 171 |          | Ossa di morto, ossa i mortu                                                                | Paste fresche e prodotti della panetteria, della biscotteria, della pasticceria e della confetteria | Calabria |
| 172 |          | Pan di Spagna di Dipignano                                                                 | Paste fresche e prodotti della panetteria, della biscotteria, della pasticceria e della confetteria | Calabria |
| 173 |          | Pane al miele di Cerzeto                                                                   | Paste fresche e prodotti della panetteria, della biscotteria, della pasticceria e della confetteria | Calabria |
| 174 |          | Pane casereccio                                                                            | Paste fresche e prodotti della panetteria, della biscotteria, della pasticceria e della confetteria | Calabria |
| 175 |          | Pane con la giuggiulena                                                                    | Paste fresche e prodotti della panetteria, della biscotteria, della pasticceria e della confetteria | Calabria |
| 176 |          | Pane di castagne                                                                           | Paste fresche e prodotti della panetteria, della biscotteria, della pasticceria e della confetteria | Calabria |
| 177 |          | Pane di patate                                                                             | Paste fresche e prodotti della panetteria, della biscotteria, della pasticceria e della confetteria | Calabria |
| 178 |          | Pane di pellegrina, i pani di pellegrina                                                   | Paste fresche e prodotti della panetteria, della biscotteria, della pasticceria e della confetteria | Calabria |
| 179 |          | Pane di segale di Canolo                                                                   | Paste fresche e prodotti della panetteria, della biscotteria, della pasticceria e della confetteria | Calabria |
| 180 |          | Pasta col ferretto                                                                         | Paste fresche e prodotti della panetteria, della biscotteria, della pasticceria e della confetteria | Calabria |
| 181 |          | Pasta di mandorla al bergamotto                                                            | Paste fresche e prodotti della panetteria, della biscotteria, della pasticceria e della confetteria | Calabria |
| 182 |          | Pasta di mandorle                                                                          | Paste fresche e prodotti della panetteria, della biscotteria, della pasticceria e della confetteria | Calabria |
| 183 |          | Pasta fileja                                                                               | Paste fresche e prodotti della panetteria, della biscotteria, della pasticceria e della confetteria | Calabria |
| 184 |          | Paste con lo zucchero                                                                      | Paste fresche e prodotti della panetteria, della biscotteria, della pasticceria e della confetteria | Calabria |
| 185 |          | Pesca                                                                                      | Paste fresche e prodotti della panetteria, della biscotteria, della pasticceria e della confetteria | Calabria |
| 186 |          | Petrale, U petrali                                                                         | Paste fresche e prodotti della panetteria, della biscotteria, della pasticceria e della confetteria | Calabria |
| 187 |          | Pezzo duro                                                                                 | Paste fresche e prodotti della panetteria, della biscotteria, della pasticceria e della confetteria | Calabria |
| 188 |          | Pignolata al miele, Napiteddhi                                                             | Paste fresche e prodotti della panetteria, della biscotteria, della pasticceria e della confetteria | Calabria |
| 189 |          | Pignolata con la glassa bianca e al cioccolato                                             | Paste fresche e prodotti della panetteria, della biscotteria, della pasticceria e della confetteria | Calabria |
| 190 |          | Piparelle                                                                                  | Paste fresche e prodotti della panetteria, della biscotteria, della pasticceria e della confetteria | Calabria |
| 191 |          | Pitta                                                                                      | Paste fresche e prodotti della panetteria, della biscotteria, della pasticceria e della confetteria | Calabria |
| 192 |          | Pitta di San Martino                                                                       | Paste fresche e prodotti della panetteria, della biscotteria, della pasticceria e della confetteria | Calabria |
| 193 |          | Pitta 'mpigliata                                                                           | Paste fresche e prodotti della panetteria, della biscotteria, della pasticceria e della confetteria | Calabria |
| 194 |          | Pizza alla reggina, pitta a riggitana                                                      | Paste fresche e prodotti della panetteria, della biscotteria, della pasticceria e della confetteria | Calabria |
| 195 |          | Pizza di maggio, pitta di maju                                                             | Paste fresche e prodotti della panetteria, della biscotteria, della pasticceria e della confetteria | Calabria |
| 196 |          | Pizzi ccu niebiti                                                                          | Paste fresche e prodotti della panetteria, della biscotteria, della pasticceria e della confetteria | Calabria |
| 197 |          | Pizziccul'ova                                                                              | Paste fresche e prodotti della panetteria, della biscotteria, della pasticceria e della confetteria | Calabria |
| 198 |          | Rafioli                                                                                    | Paste fresche e prodotti della panetteria, della biscotteria, della pasticceria e della confetteria | Calabria |
| 199 |          | Sammartine                                                                                 | Paste fresche e prodotti della panetteria, della biscotteria, della pasticceria e della confetteria | Calabria |
| 200 |          | Sanguinaccio                                                                               | Paste fresche e prodotti della panetteria, della biscotteria, della pasticceria e della confetteria | Calabria |
| 201 |          | Scaldatelle, scaldateddi                                                                   | Paste fresche e prodotti della panetteria, della biscotteria, della pasticceria e della confetteria | Calabria |
| 202 |          | Scalille                                                                                   | Paste fresche e prodotti della panetteria, della biscotteria, della pasticceria e della confetteria | Calabria |
| 203 |          | Sguta                                                                                      | Paste fresche e prodotti della panetteria, della biscotteria, della pasticceria e della confetteria | Calabria |
| 204 |          | Sorbetto al bergamotto                                                                     | Paste fresche e prodotti della panetteria, della biscotteria, della pasticceria e della confetteria | Calabria |
| 205 |          | Sospiri di monaca                                                                          | Paste fresche e prodotti della panetteria, della biscotteria, della pasticceria e della confetteria | Calabria |
| 206 |          | Stomatico                                                                                  | Paste fresche e prodotti della panetteria, della biscotteria, della pasticceria e della confetteria | Calabria |
| 207 |          | Stracetti                                                                                  | Paste fresche e prodotti della panetteria, della biscotteria, della pasticceria e della confetteria | Calabria |
| 208 |          | Stroncatura, struncatura                                                                   | Paste fresche e prodotti della panetteria, della biscotteria, della pasticceria e della confetteria | Calabria |
| 209 |          | Susumelle                                                                                  | Paste fresche e prodotti della panetteria, della biscotteria, della pasticceria e della confetteria | Calabria |
| 210 |          | Taglierini e ciciri, laganelle e ciciri                                                    | Paste fresche e prodotti della panetteria, della biscotteria, della pasticceria e della confetteria | Calabria |
| 211 |          | Taralli bianchi                                                                            | Paste fresche e prodotti della panetteria, della biscotteria, della pasticceria e della confetteria | Calabria |
| 212 |          | Taralli morbidi                                                                            | Paste fresche e prodotti della panetteria, della biscotteria, della pasticceria e della confetteria | Calabria |
| 213 |          | Tarallini ai semi di anice                                                                 | Paste fresche e prodotti della panetteria, della biscotteria, della pasticceria e della confetteria | Calabria |
| 214 |          | Tarallini ai semi di finocchio                                                             | Paste fresche e prodotti della panetteria, della biscotteria, della pasticceria e della confetteria | Calabria |
| 215 |          | Tarallini al peperoncino                                                                   | Paste fresche e prodotti della panetteria, della biscotteria, della pasticceria e della confetteria | Calabria |
| 216 |          | Tartine di sanguinaccio, tratini i sanguinacciu                                            | Paste fresche e prodotti della panetteria, della biscotteria, della pasticceria e della confetteria | Calabria |
| 217 |          | Tartufo di Pizzo                                                                           | Paste fresche e prodotti della panetteria, della biscotteria, della pasticceria e della confetteria | Calabria |
| 218 |          | Torroncino                                                                                 | Paste fresche e prodotti della panetteria, della biscotteria, della pasticceria e della confetteria | Calabria |
| 219 |          | Torrone a poglia con mandorle, turruni                                                     | Paste fresche e prodotti della panetteria, della biscotteria, della pasticceria e della confetteria | Calabria |
| 220 |          | Torrone di arachidi con zucchero                                                           | Paste fresche e prodotti della panetteria, della biscotteria, della pasticceria e della confetteria | Calabria |
| 221 |          | Torrone gelato, Turruni gelatu                                                             | Paste fresche e prodotti della panetteria, della biscotteria, della pasticceria e della confetteria | Calabria |
| 222 |          | Turdilli                                                                                   | Paste fresche e prodotti della panetteria, della biscotteria, della pasticceria e della confetteria | Calabria |
| 223 |          | Xialuni                                                                                    | Paste fresche e prodotti della panetteria, della biscotteria, della pasticceria e della confetteria | Calabria |
| 224 |          | Zeppole, zzippulii San Giuseppi                                                            | Paste fresche e prodotti della panetteria, della biscotteria, della pasticceria e della confetteria | Calabria |
| 225 |          | Frittata pasquale                                                                          | Prodotti della gastronomia                                                                          | Calabria |
| 226 |          | Frittelle di fiori di zucca, sciuriddi                                                     | Prodotti della gastronomia                                                                          | Calabria |
| 227 |          | Maccheroni con il sugo di capra, maccaruni i casa cu sugu i capra                          | Prodotti della gastronomia                                                                          | Calabria |
| 228 |          | Melanzane ripiene, (melangiani chjini, mulingiani chini)                                   | Prodotti della gastronomia                                                                          | Calabria |
| 229 |          | Pancotto, brodo pieno, panicuottu                                                          | Prodotti della gastronomia                                                                          | Calabria |
| 230 |          | Parmigiana                                                                                 | Prodotti della gastronomia                                                                          | Calabria |
| 231 |          | Peperonata alla calabrese, 'nzimbatò                                                       | Prodotti della gastronomia                                                                          | Calabria |
| 232 |          | Polpette di melanzana, purpetti i mulingiana                                               | Prodotti della gastronomia                                                                          | Calabria |
| 233 |          | Pomodori ripieni, pummaroro chini                                                          | Prodotti della gastronomia                                                                          | Calabria |
| 234 |          | Riso di magro, granu mariu, u risu mariu                                                   | Prodotti della gastronomia                                                                          | Calabria |
| 235 |          | Uova e curcuci, ova chi curcuci                                                            | Prodotti della gastronomia                                                                          | Calabria |
| 236 |          | Uova strapazzate con pomodoro, sursuminata                                                 | Prodotti della gastronomia                                                                          | Calabria |
| 237 |          | Acciughe marinate                                                                          | Preparazioni di pesci, molluschi e crostacei e tecniche particolari di allevamento degli stessi     | Calabria |
| 238 |          | Acciughe sotto sale                                                                        | Preparazioni di pesci, molluschi e crostacei e tecniche particolari di allevamento degli stessi     | Calabria |
| 239 |          | Aguglie, costardelle fritte                                                                | Preparazioni di pesci, molluschi e crostacei e tecniche particolari di allevamento degli stessi     | Calabria |
| 240 |          | Alici salate                                                                               | Preparazioni di pesci, molluschi e crostacei e tecniche particolari di allevamento degli stessi     | Calabria |
| 241 |          | Alici salate e pepate                                                                      | Preparazioni di pesci, molluschi e crostacei e tecniche particolari di allevamento degli stessi     | Calabria |
| 242 |          | Alici sott'olio                                                                            | Preparazioni di pesci, molluschi e crostacei e tecniche particolari di allevamento degli stessi     | Calabria |
| 243 |          | Bottarga di tonno                                                                          | Preparazioni di pesci, molluschi e crostacei e tecniche particolari di allevamento degli stessi     | Calabria |
| 244 |          | Frittelle di neonata, cicirella, fritelle di nannata                                       | Preparazioni di pesci, molluschi e crostacei e tecniche particolari di allevamento degli stessi     | Calabria |
| 245 |          | Involtini di pesce spada                                                                   | Preparazioni di pesci, molluschi e crostacei e tecniche particolari di allevamento degli stessi     | Calabria |
| 246 |          | Involtini di spatola, 'nvoltini i spatula                                                  | Preparazioni di pesci, molluschi e crostacei e tecniche particolari di allevamento degli stessi     | Calabria |
| 247 |          | Pesce sciabola, vela, spatola                                                              | Preparazioni di pesci, molluschi e crostacei e tecniche particolari di allevamento degli stessi     | Calabria |
| 248 |          | Pesce spada alla ghiotta, Pisci spada a gghiotta                                           | Preparazioni di pesci, molluschi e crostacei e tecniche particolari di allevamento degli stessi     | Calabria |
| 249 |          | Pesce spada arrosto con il sarmoriglio, pisci                                              | Preparazioni di pesci, molluschi e crostacei e tecniche particolari di allevamento degli stessi     | Calabria |
| 250 |          | Rosamarina                                                                                 | Preparazioni di pesci, molluschi e crostacei e tecniche particolari di allevamento degli stessi     | Calabria |
| 251 |          | Sarde salate                                                                               | Preparazioni di pesci, molluschi e crostacei e tecniche particolari di allevamento degli stessi     | Calabria |
| 252 |          | Sarde salate e pepate                                                                      | Preparazioni di pesci, molluschi e crostacei e tecniche particolari di allevamento degli stessi     | Calabria |
| 253 |          | Sardella salata di Crotone                                                                 | Preparazioni di pesci, molluschi e crostacei e tecniche particolari di allevamento degli stessi     | Calabria |
| 254 |          | Stocafisso, Stocco alla ghiotta                                                            | Preparazioni di pesci, molluschi e crostacei e tecniche particolari di allevamento degli stessi     | Calabria |
| 255 |          | Stocco di Mammola                                                                          | Preparazioni di pesci, molluschi e crostacei e tecniche particolari di allevamento degli stessi     | Calabria |
| 256 |          | Tonno sott'olio, pesantono sott'olio                                                       | Preparazioni di pesci, molluschi e crostacei e tecniche particolari di allevamento degli stessi     | Calabria |
| 257 |          | Tortiera di alici                                                                          | Preparazioni di pesci, molluschi e crostacei e tecniche particolari di allevamento degli stessi     | Calabria |
| 258 |          | Miele di arancio calabrese                                                                 | Prodotti di origine animale (miele, prodotti lattiero caseari di vario tipo escluso il burro)       | Calabria |
| 259 |          | Miele di castagno calabrese                                                                | Prodotti di origine animale (miele, prodotti lattiero caseari di vario tipo escluso il burro)       | Calabria |
| 260 |          | Miele di corbezzolo                                                                        | Prodotti di origine animale (miele, prodotti lattiero caseari di vario tipo escluso il burro)       | Calabria |
| 261 |          | Miele di eucaliptus calabrese                                                              | Prodotti di origine animale (miele, prodotti lattiero caseari di vario tipo escluso il burro)       | Calabria |
| 262 |          | Miele di melata di abete calabrese                                                         | Prodotti di origine animale (miele, prodotti lattiero caseari di vario tipo escluso il burro)       | Calabria |
| 263 |          | Miele di sulla calabrese                                                                   | Prodotti di origine animale (miele, prodotti lattiero caseari di vario tipo escluso il burro)       | Calabria |
| 264 |          | Ricotta                                                                                    | Prodotti di origine animale (miele, prodotti lattiero caseari di vario tipo escluso il burro)       | Calabria |
| 265 |          | Ricotta affumicata                                                                         | Prodotti di origine animale (miele, prodotti lattiero caseari di vario tipo escluso il burro)       | Calabria |
| 266 |          | Ricotta di capra affumicata                                                                | Prodotti di origine animale (miele, prodotti lattiero caseari di vario tipo escluso il burro)       | Calabria |
| 267 |          | Ricotta di pecora                                                                          | Prodotti di origine animale (miele, prodotti lattiero caseari di vario tipo escluso il burro)       | Calabria |
| 268 |          | Ricottone salato                                                                           | Prodotti di origine animale (miele, prodotti lattiero caseari di vario tipo escluso il burro)       | Calabria |